# Pristimantis uranobates
Espèce
Synonymes
- Eleutherodactylus uranobates Lynch, 1991

Statut de conservation UICN

 LC  : Préoccupation mineure
Pristimantis uranobates est une espèce d'amphibiens de la famille des Craugastoridae.

## Répartition
Cette espèce est endémique de la Cordillère Centrale en Colombie. Elle se rencontre dans les départements d'Antioquia, de Risaralda, de Caldas, de Quindío, de Tolima et de Valle del Cauca entre 2 250 et 3 600 m d'altitude.

## Publication originale
- Lynch, 1991 : New diminutive Eleutherodactylus from the Cordillera Central of Colombia (Amphibia: Leptodactylidae). Journal of Herpetology, vol. 25, no 3, p. 344-352.